# Peroja

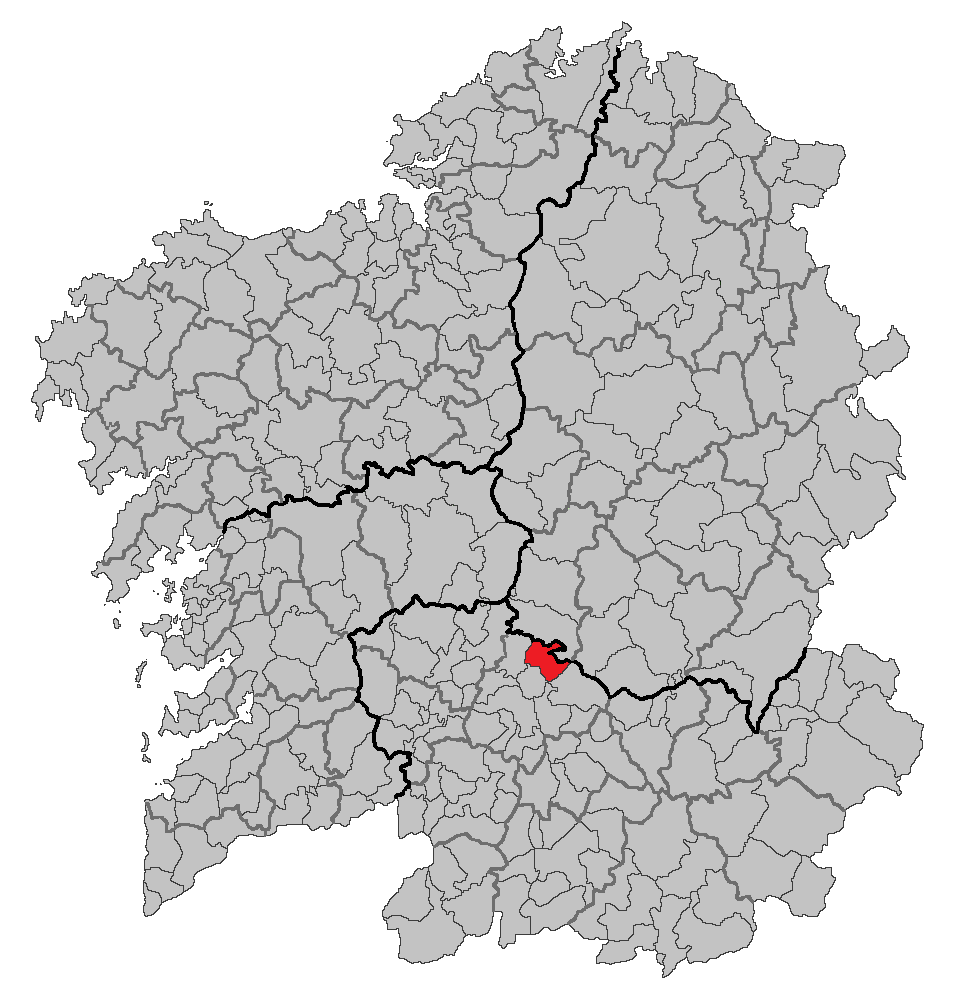
Localização da Peroja na Galiza

Peroja (A Peroxa; La Peroja em espanhol) é um município da Espanha na província de Ourense, comunidade autónoma da Galiza, de área 54,52 km² com população de 2345 habitantes (2007) e densidade populacional de 45,72 hab/km².

## Demografia
| Variação demográfica do município entre 1991 e 2004 | Variação demográfica do município entre 1991 e 2004 | Variação demográfica do município entre 1991 e 2004 | Variação demográfica do município entre 1991 e 2004 |
| --------------------------------------------------- | --------------------------------------------------- | --------------------------------------------------- | --------------------------------------------------- |
| 1991                                                | 1996                                                | 2001                                                | 2004                                                |
| 2871                                                | 2677                                                | 2557                                                | 2502                                                |

## Patrimônio edificado
- Castelo da Peroxa